# Эсино (Владимирская область)
Эсино — деревня в Ковровском районе Владимирской области России, входит в состав Ивановского сельского поселения.

## География
Деревня расположена в 5 км на юг от центра поселения — села Иваново и в 28 км на юг от райцентра — города Коврова, остановочный пункт 81 км на линии Ковров — Муром.

## История
В конце XIX — начале XX века деревня входила в состав Смолинской волости Судогодского уезда, с 1926 года в составе Клюшниковской волости Ковровского уезда. В 1859 году в деревне числилось 15 дворов, в 1905 году — 30 дворов, в 1926 году — 31 двор.
С 1929 года деревня входила в состав Ивановского сельсовета Ковровского района, с 2005 года в составе Ивановского сельского поселения.

## Население
| 1859 | 1905 | 1926 | 2002 | 2010 | 2021 |
| ---- | ---- | ---- | ---- | ---- | ---- |
| 116  | ↗143 | ↘132 | ↘24  | ↘15  | ↗213 |